# Гордали
Гордали (рос. Гордали) — село у Ножай-Юртовському районі Чечні Російської Федерації.
Населення становить 586 осіб. Входить до складу муніципального утворення Гордалинське сільське поселення.

## Історія
Згідно із законом від 20 лютого 2009 року органом місцевого самоврядування є Гордалинське сільське поселення.

## Населення
| 1990 | 2002 | 2010 |
| ---- | ---- | ---- |
| 1046 | ↘755 | ↘586 |